# Dominic Fike
Dominic David Fike (Naples, Florida; 30 de diciembre de 1995) es un cantante, compositor y multinstrumentista estadounidense. Nacido y criado en Florida, aprendió a tocar la guitarra a la edad de 10 años. Fike recibió reconocimiento por primera vez después de lanzar varias canciones populares en el sitio web SoundCloud. Tras el lanzamiento de su extended play debut, Don't Forget About Me, Demos, firmó con Columbia Records.
La canción de Fike "3 Nights" alcanzó la lista de las diez más populares en varios países. Más tarde colaboró con la banda Brockhampton y la cantante Halsey. En junio de 2020, Fike lanzó el sencillo "Chicken Tenders". En julio del mismo año, lanzó el sencillo "Politics & Violence". El álbum debut de Fike, What Could Possibly Go Wrong, fue lanzado el mismo mes. El álbum se ubicó en el top 50 de varios países, incluidos Estados Unidos y Australia.
En septiembre de 2020, Fike se convirtió en cabeza de cartel de una serie de conciertos en el videojuego Fortnite. Unos meses más tarde, NME incluyó a Fike en su lista de nuevos artistas esenciales para 2020. Grabó una versión de la canción de Paul McCartney "The Kiss of Venus" para el álbum McCartney III Imagined.
En 2022 incursionó en el mundo actoral, interpretando a "Elliot" en la popular serie de HBO Euphoria.

## Primeros años
Dominic David Fike nació el 30 de diciembre de 1995, en Naples, Florida. Creció tocando música. A los diez años, adquirió una guitarra y aprendió a tocarla. Fike creció con un hermano menor, Alex, una hermana, Apollonia, un hermano mayor, Sean, y es de ascendencia filipina y Afroestadounidense.

## Carrera musical

### 2017-2018:Don't Forget About Me, Demos
Fike recibió reconocimiento por primera vez haciendo ritmos con su entonces productor, Hunter Pfeiffer (conocido como 54), lo que llevó a la publicación de varias canciones populares en SoundCloud. Lanzó el EP Don't Forget About Me, Demos a la edad de 21 años en diciembre de 2017, que fue grabado mientras estaba en arresto domiciliario por agresión a un oficial de policía. El EP llamó la atención de varios sellos discográficos y provocó una licitación de la guerra de subastas, y firmó con Columbia por 4 millones de dólares. Más tarde fue a la cárcel por violar ese arresto domiciliario, y recibió mayor atención en 2018 por la canción "3 Nights", que alcanzó su punto máximo dentro de los diez primeros de las listas en Australia, la República de Irlanda y el Reino Unido.
"3 Nights" fue lanzado como single y tenía su sonido de guitarra acústica comparado con la música de Jack Johnson. Se colocó en rotación en varias estaciones de radio y listas de reproducción de Spotify y recibió críticas favorables de medios como Rolling Stone, Pitchfork y Billboard. En referencia al EP, Billboard describió a Fike como un artista de "combinación de géneros", y más tarde lo nombró un acto de ruptura para ver, llamando a "3 Nights" "Motown-teñido", así como "a prueba de tendencias e irresistible".

### 2019-presente:What Could Possibly Go Wrong
En enero de 2019, Fike reveló que estaba trabajando en un álbum. El 4 de abril de 2019, Brockhampton subió un video a su canal de YouTube llamado "This is Dominic Fike", incluyéndolo a él y su canción, "3 Nights". A partir de abril de 2019, se han publicado múltiples colaboraciones con Kevin Abstract de Brockhampton, alcanzando más de 4 millones de visitas.
El 7 de junio de 2019, lanzó dos sencillos, "Açaí Bowl" y "Rollerblades". A estos le siguió otro sencillo, "Phone Numbers", producido por Kenny Beats, el 4 de julio de 2019. El video musical de esta canción fue lanzado el 15 de octubre de 2019. Fike anunció el 9 de julio de 2019 que iría a una gira titulada "Rain or Shine" más adelante en el año. La etapa norteamericana de la gira comenzó el 31 de agosto en Filadelfia y terminó el 3 de octubre en Los Ángeles. En septiembre de 2019, anunció que haría una colaboración de ropa con Marc Jacobs. El quinto día de ese mes, interpretó una canción inédita en ese momento, Chicken Tenders, en un concierto de Chicago durante su Rain or Shine Tour.
Fike aparece en la canción "Dominic's Interlude" en el tercer álbum de Halsey, Manic, que fue lanzado el 17 de enero de 2020.
El 26 de junio de 2020, se lanzó "Chicken Tenders", el primer sencillo de su álbum debut que aún no se había nombrado. El 9 de julio, lanzó el sencillo "Politics & Violence" y anunció que su álbum debut What Could Possibly Go Wrong sería lanzado el 31 de julio.
El 7 de agosto de 2020, Fike fue el tema del segundo episodio de The New York Times Presents. En septiembre de 2020, Fike se convirtió en cabeza de cartel de la serie de conciertos de Fortnite. En marzo de 2021, apareció en la canción "Die For You" de Justin Bieber en su sexto álbum de estudio Justice.

## Discografía

### Álbumes de estudio
| Título                       | Detalles | Posiciones en listas | Posiciones en listas | Posiciones en listas |
| Título                       | Detalles | US                   | AUS                  | NZ                   |
| ---------------------------- | --- | -------------------- | -------------------- | -------------------- |
| What Could Possibly Go Wrong | - Publicado: 31 de julio de 2020 - Discográfica: Sandy Boys LLC, Columbia - Formatos: CD, LP, Casete, descarga digital, streaming | 41                   | 34                   | 28                   |
| Sunburn                      | - Publicado: 7 de julio de 2023 - Discográfica: Sandy Boys LLC, Columbia - Formatos: CD, LP, Casete, descarga digital, streaming  | 30                   | 25                   | 28                   |
| 14 minutes                   | - Publicado: 3 de mayo de 2024 - Discográfica: Columbia - Formatos: CD, LP, Casete, descarga digital, streaming                   | ?                    | ?                    | ?                    |

### Extended plays
| Título                       | Detalles |
| ---------------------------- | --- |
| Don't Forget About Me, Demos | - Publicado: 16 de octubre de 2018 - Discográfica: Sandy Boys LLC, Columbia - Formatos: descarga digital, streaming, EP de 12 pulgadas |

### Sencillos

#### Como artista principal
| Título                                                                      | Año  | Posiciones en listas | Posiciones en listas | Posiciones en listas | Posiciones en listas | Posiciones en listas | Posiciones en listas | Posiciones en listas | Posiciones en listas | Certificaciones                                                      | Álbum                                |                                                        |
| Título                                                                      | Año  | US Bub.              | US Alt.              | AUS                  | BEL (FL) Tip         | CAN Rock             | IRE                  | NZ                   | UK                   | Certificaciones                                                      | Álbum                                |                                                        |
| --------------------------------------------------------------------------- | ---- | -------------------- | -------------------- | -------------------- | -------------------- | -------------------- | -------------------- | -------------------- | -------------------- | -------------------------------------------------------------------- | ------------------------------------ | ------------------------------------------------------ |
| "3 Nights"                                                                  | 2018 | 21                   | 1                    | 3                    | 4                    | 10                   | 2                    | 6                    | 3                    | - ARIA: 5× Platino - BPI: 2× Platino - RMNZ: Platino - RIAA: Platino | Don't Forget About Me, Demos         |                                                        |
| "Açaí Bowl"                                                                 | 2019 | —                    | —                    | —                    | —                    | —                    | —                    | —                    | —                    |                                                                      | Sencillos que no pertenecen al álbum |                                                        |
| "Rollerblades"                                                              | 2019 | —                    | —                    | —                    | —                    | —                    | —                    | —                    | —                    |                                                                      | Sencillos que no pertenecen al álbum |                                                        |
| "Phone Numbers" (con Kenny Beats)                                           | 2019 | —                    | —                    | —                    | 38                   | —                    | —                    | —                    | —                    | - ARIA: Oro                                                          | Sencillos que no pertenecen al álbum |                                                        |
| "Hit Me Up" (con Omar Apollo y Kenny Beats)                                 | 2019 | —                    | —                    | —                    | —                    | —                    | —                    | —                    | —                    |                                                                      | Sencillos que no pertenecen al álbum |                                                        |
| "Chicken Tenders"                                                           | 2020 | —                    | 34                   | —                    | —                    | —                    | —                    | —                    | —                    |                                                                      | What Could Possibly Go Wrong         |                                                        |
| "Politics & Violence"                                                       | 2020 | —                    | —                    | —                    | —                    | —                    | —                    | —                    | —                    |                                                                      | What Could Possibly Go Wrong         |                                                        |
| "The Kiss of Venus" (con Paul McCartney)                                    | 2021 | —                    | —                    | —                    | —                    | —                    | —                    | —                    | —                    |                                                                      | McCartney III Imagined               |                                                        |
| "Elliot's Song" (with Zendaya)                                              | 2022 | 6                    | 10                   | 66                   | —                    | —                    | 51                   | —                    | 92                   | 91                                                                   |                                      | Euphoria: Season 2 (An HBO Original Series Soundtrack) |
| "Dancing in the Courthouse"                                                 | 2023 | —                    | —                    | —                    | —                    | —                    | —                    | —                    |                      |                                                                      |                                      |                                                        |
| "—" denota una grabación que no se trazó o no se publicó en ese territorio. |      |                      |                      |                      |                      |                      |                      |                      |                      |                                                                      |                                      |                                                        |

### Apariciones de invitados
| Título                   | Año  | Artista(s)                               | Álbum                  |
| ------------------------ | ---- | ---------------------------------------- | ---------------------- |
| "Elizabeth"              | 2016 | Seno con Denzel Curry y Dominic Fike     | Stories from the Back  |
| "Aaliyah"                | 2016 | Seno con Denzel Curry y Dominic Fike     | Stories from the Back  |
| "Mercedes"               | 2016 | Seno con Denzel Curry y Dominic Fike     | Stories from the Back  |
| "Crystal"                | 2016 | Seno con Denzel Curry y Dominic Fike     | Stories from the Back  |
| "Aaliyah, Pt. 2"         | 2016 | Seno con Denzel Curry y Dominic Fike     | Stories from the Back  |
| "I'm Trying"             | 2019 | Yeek con Dominic Fike                    | IDK Where              |
| "Stop Selling Her Drugs" | 2020 | Bakar con Dominic Fike                   | Will You Be My Yellow? |
| "Dominic's Interlude"    | 2020 | Halsey con Dominic Fike                  | Manic                  |
| "Terms"                  | 2021 | Slowthai con Denzel Curry y Dominic Fike | Tyron                  |
| "Photo ID"               | 2021 | Remi Wolf con Dominic Fike               | Photo ID               |
| "Die For You"            | 2021 | Justin Bieber con Dominic Fike           | Justice                |

## Premios y nominaciones
| Año  | Organización | Categoría                            | Trabajo  | Resultado |
| ---- | ------------ | ------------------------------------ | -------- | --------- |
| 2020 | NME          | Nuevos artistas esenciales para 2020 | Él mismo | Incluido  |